# 太義卿
太 義卿（テ・ウイギョン、태의경、1966年7月20日 - ）は、大韓民国の韓国放送公社 (KBS) 所属のアナウンサー。淑明女子高等学校からソウル大学校体育教育科に進学して1989年に卒業し、ソウル大学校大学院で1991年まで生体力学を専攻した。同年KBSの第18期公募採用でアナウンサーに採用され入局し、2002年からKBSアナウンサー室に所属している。『클릭 날씨와 생활』（클릭 天気と生活）やニュースなど多くの番組を担当している。
2007年2月に『태의경의 우주 콘서트』（テ・ウイギョンの宇宙コンサート）を동아시아から出版した。2009年8月には『태의경의 우주인 천일야화』（テ・ウイギョンの宇宙飛行士千夜一夜物語）を오멜라스から出版した。

## 学歴
- 1985年 - 1989年、ソウル大学校 師範大学 体育教育科 学士

## 経歴
- 1991年：KBS 18期公採 アナウンサー。